# Варваровка (Юрьевский район)
Варваровка (укр. Варварівка) — село,
Варваровский сельский совет,
Юрьевский район,
Днепропетровская область,
Украина.
Код КОАТУУ — 1225980501. Население по переписи 2001 года составляло 1450 человек .
Является административным центром Варваровского сельского совета, в который, кроме того, входят сёла
Вербское,
Весёлая Горка,
Вязовское-Водяное,
Призовое и
Широкая Балка.

## Географическое положение
Село Варваровка находится на левом берегу реки Малая Терновка,
выше по течению примыкает пгт Юрьевка,
ниже по течению на расстоянии в 3 км расположено село Вербоватовка,
на противоположном берегу — сёла Весёлая Горка и Призовое.
По селу протекает пересыхающий ручей с запрудой.
Через село проходят автомобильная дорога Т-2107 и
железная дорога, станция Варваровка.

## Происхождение названия
.

## История
- Временем основания Варваровки исследователи-краеведы считают XVII век.
- Первое письменное упоминание относится к 1744 году. Тогда в Варваровке проживало 143 человека.
- В 1938 году Варваровка отнесена к категории посёлок городского типа.
- 2003 год — изменение статуса с посёлок на село.

## Экономика
- ООО «Павлоградзернопродукт».
- ООО «АСТІ Варваровский элеватор».

## Объекты социальной сферы
- Школа.
- Детский сад.
- Дом культуры.
- Фельдшерско-акушерский пункт.